# Pchej Wen-čung
Pchej Wen-čung (čínsky pchin-jinem Péi Wénzhōng, znaky 裴文中; 5. března 1904, Tchang-šan, Che-pej – 18. září 1982), anglicky též W. C. Pei, byl čínský paleontolog, archeolog a antropolog. Profesor Pchej je považován za zakladatele čínské antropologie.

## Život a dílo
V roce 1928 promoval na Pekingské univerzitě a ihned se zapojil do vykopávek na slavném čínském nalezišti sinantropa (Homo erectus pekinensis) v Čou-kchou-tienu; lokalita je od roku 1987 zapsána v seznamu světového dědictví UNESCO). Hned v následujícím roce byl tamtéž jmenován ředitelem polních vykopávek. Naleziště opustil na dva roky mezi lety 1935–1937, kdy získal doktorát na Sorbonně (v tuto dobu jej zastoupil profesor Ťia Lan-pcho). V Čou-kchou-tienu se pracovalo v nesmírně obtížných podmínkách; vědci se například museli na naleziště dopravovat na hřbetech mul. Profesor Pchej vykopal první lebku sinantropa 1. prosince 1929 ve čtyři hodiny odpoledne, poté, co „pracoval ve 40 metrů hluboké trhlině v ledové vodě, v jedné ruce kladivo a v druhé svíčku“. Postupující japonská armáda představovala pro všechny pracovníky nebezpečí (vojáci zabili několik dělníků), proto bylo rozhodnuto všechny fosilie poslat do bezpečí do USA. Fosilie se ale cestou ztratily a dodnes zůstává záhadou, co se s nimi stalo. Díky profesoru Franzi Weidenreichovi se dochovaly alespoň v dokonalých odlitcích, stejně jako se zachovaly kopie map nalezišť.
Profesor Pchej pokračoval v práci na mnoha dalších nalezištích, například v Djalainoru nebo v Kan-su. V roce 1955 byl zvolen do Čínské akademie věd a později do mnoha dalších funkcí (byl například druhým ředitelem Pekingského Muzea přírodní historie). Až do své smrti pracoval v Čínské akademii věd v ústavu paleontologie a paleoantropologie obratlovců. Patří mu rovněž zásluha za autorství první knihy o čínské prehistorii napsané v čínštině.
Stejně jako jeho kolegové Ťia Lan-pcho a Jang Čung-ťien je pohřben v Čou-kchou-tienu.